# 天鵝座68
天鵝座68，又名BD+43 3877，HD 203064、SAO 50690、HR 8154，是天鵝座的一颗恒星，视星等为5，位于銀經87.61，銀緯-3.84，其B1900.0坐标为赤經21h 14m 43.4s，赤緯+43° -3.84′ 30″。